# Centrum badawcze Cadarache

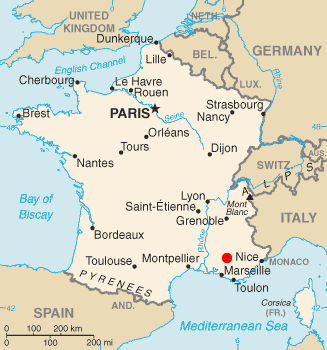
Położenie Cadarache na mapie Francji

Centrum badawcze Cadarache (fr. Centre d’études nucléaires de Cadarche, CENC) – francuskie centrum badań nad energetyką jądrową należące do Commissariat à l'energie atomique et aux énergies alternatives (komisji energii atomowej), utworzone w 1959 roku. W 2005 ośrodek został wybrany na miejsce budowy ITER – największego badawczego reaktora termojądrowego.
Położone jest w gminie Saint-Paul-lès-Durance, na południu regionu Prowansja-Alpy-Lazurowe Wybrzeże, około 60 km na północny wschód od Marsylii.
Cadarache jest jednym z największych ośrodków badań jądrowych w Europie, mieszczącym 21 stałych instalacji jądrowych, w tym reaktory jądrowe (np. Pegase, Rapsodie), przechowalniki odpadów jądrowych, placówki przetwarzania materiałów jądrowych. Zatrudnia około 4500 osób i ok. 350 studentów i współpracowników zagranicznych.